# Clara Serina Story New Version
Clara Serina Story New Version è un album di Clara Serina (accompagnato da un libro biografico), ex componente dei Cavalieri del Re, pubblicato nel 2015 dalla Cs Clara Serina. Contiene nuove versioni, interpretate da solista e con nuovi arrangiamenti, di celebri sigle dei Cavalieri del Re come Lady Oscar, L'uomo tigre e Yattaman. Inoltre ci sono cinque brani inediti (Apemaia, Topolino bianco, Che bella la mia mamma, Volano i pensieri e Astronave Cioccolato) ideati e scritti dalla stessa Clara Serina per l'occasione. A Clara Serina Story New Version seguirà un secondo volume (sempre composto da CD e libro) attualmente in lavorazione.

## Tracce
1. Calendar men
2. Kimba
3. Apemaia (inedito)
4. Lo specchio magico
5. Chappy
6. Topolino bianco (inedito)
7. La spada di King Arthur
8. Yattaman
9. Che bella la mia mamma (inedito)
10. Gigi la trottola
11. L'uomo tigre
12. Volano i pensieri (inedito)
13. Lady Oscar
14. Il Libro Cuore
15. Astronave Cioccolato (inedito)